# Eunice neocaledoniensis
Eunice neocaledoniensis är en ringmaskart som beskrevs av Lechapt 1992. Eunice neocaledoniensis ingår i släktet Eunice och familjen Eunicidae. Inga underarter finns listade i Catalogue of Life.